# Romancing SaGa 2
Romancing SaGa 2 (яп. ロマンシング サ・ガ Романсингу СаГа Цу:) — японская ролевая игра, разработанная и выпущенная компанией Square для приставки Super Nintendo Entertainment System в декабре 1993 года. Издавалась исключительно на территории Японии и только на японском языке, представляет собой пятую часть серии схожих игр SaGa. В 2010 году была загружена в сервис Virtual Console, в 2011-м — появилась версия для мобильных телефонов, подключённых к оператору связи EZweb и аппаратам, которые поддерживают функцию i-mode. 15 декабря 2017 года была переиздана для консолей Playstation 4, Xbox One и Nintendo Switch.

## Геймплей
В ходе прохождения игрок управляет членами королевской семьи Авалон. В отличие от предыдущей Romancing SaGa, где все восемь основных персонажей доступны сразу, здесь повествование поступательно переходит от одного к другому на протяжении нескольких поколений. Каждый раз, когда жизнь старого императора подходит к концу, предоставляется возможность выбрать молодого преемника из четырёх кандидатов, состав которых зависит от поступков, совершённых в ходе игрового процесса. Одновременно в активном отряде могут состоять до пяти героев, как только кончаются очки жизни одного из них, он теряет одну жизнь и может погибнуть вовсе — в этом случае его невозможно оживить и вернуть в команду, он пропадает из отряда навсегда.

## Сюжет
Центральное место сюжета занимает легенда о семи великих воинах, которым в стародавние времена удалось победить абсолютное зло и привнести тем самым в мир спокойствие. Однако по прошествии многих лет люди снова начинают развязывать войны, гармония мира нарушается, и над цивилизацией нависает угроза в лице семерых злых демонов. Правитель империи Авалон пытается одолеть зло, но не справляется с этой задачей в течение своей жизни, поэтому славное дело продолжают множественные его потомки будущих поколений.

## Разработка игры
Руководителем проекта, как и прежде, выступил геймдизайнер Акитоси Кавадзу, музыку для саундтрека сочинил композитор Кэндзи Ито совместно с Нобуо Уэмацу, роль главного художника по-прежнему взял на себя Томоми Кобаяси.

## Отзывы и продажи
| Сводный рейтинг    | Сводный рейтинг                     |
| Агрегатор          | Оценка                              |
| ------------------ | ----------------------------------- |
| Metacritic         | PS4: 71/100 NS: 70/100 XONE: 62/100 |
| Иноязычные издания |                                     |
| Издание            | Оценка                              |
| TouchArcade        | iOS:                                |

По состоянию на март 2003 года мировые продажи Romancing SaGa 2 составили 1,5 млн копий.